# Anolis lamari
Espèce
Synonymes
- Dactyloa lamari (Williams, 1992)

Anolis lamari est une espèce de sauriens de la famille des Dactyloidae.

## Répartition
Cette espèce est endémique de Colombie. Elle se rencontre à Acacías dans le département de Meta sur le versant Est de la cordillère Orientale.

## Étymologie
Cette espèce est nommée en l'honneur de William W. Lamar.

## Publication originale
- Williams, 1992 : New or problematic Anolis from Colombia. VII. Anolis lamari, a new anole from the Cordillera Oriental of Colombia, with a discussion of tigrinus and punctatus species group boundaries. Breviora, no 495, p. 1-24 (texte intégral).